# Bruno Pasquier
Bruno Pasquier (* 10. Dezember 1943 in Neuilly-sur-Seine) ist ein französischer Bratschist.

## Leben
Bruno Pasquier stammt aus einer Musikerfamilie, sein Vater war der Bratschist Pierre Pasquier (1902–1986), der mit seinen Brüdern Jean (1903–1992, Geiger) und Étienne (1905–1997, Cellist) im Trio Pasquier spielte. Brunos Bruder  Regis (* 1945) wurde Geiger, sein Bruder Alain (* 1942) Klassischer Archäologe.
Bruno Pasquier startete seine Karriere mit ersten Preisen am Conservatoire national supérieur de musique et de danse de Paris 1961 und beim Internationalen ARD-Wettbewerb München 1965.
Er wurde Solobratscher des Théatre de l’Opera de Paris (1965–1985) sowie des Orchestre National de France (1985–1990). Dort spielte er unter der Leitung bedeutender Dirigenten wie Karl Böhm, Georg Solti, Seiji Ozawa und Lorin Maazel.
1970 gründete er zusammen mit seinem Bruder Régis Pasquier und Roland Pidoux das Nouveau Trio Pasquier.
Bruno Pasquier spielt eine Bratsche von Paolo Maggini.
Er wurde mehrfach ausgezeichnet, so beispielsweise für seine Einspielung von Wolfgang Amadeus Mozarts Sinfonia concertante in Begleitung seines Bruders Régis Pasquier an der Violine. Bruno Pasquier unterrichtet seit 1983 am Conservatoire national supérieur de Paris. Daneben leitet er regelmäßig Meisterkurse.